# Alessandro Del Piero
Alessandro Del Piero (født 9. november 1974 i Conegliano) er en italiensk fodboldspiller, der siden 1995 har spillet 79 landskampe og scoret 27 mål (pr. 9. juli 2006). På klubplan har han været tilknyttet Calcio Padova (1991-1993), hvorefter hans skiftede til Juventus i 1993, hvor han så har spillet 19 år til i 2012, hvor han i en alder af 37 år skiftede til Sydney FC. Hans placering på fodboldbanen er oftest angriber, men han kan også spille som hængende angriber eller offensiv midtbanespiller. Han regnes for en af de bedste italienske fodboldspillere nogensinde.

## Biografi
Han er 1,74 meter høj og vejer 74 kg. Han kendes også under navnene Pinturicchio, Alex, Ale og Godot.
Del Pieros er søn af husmoren Bruna og elektrikeren Gino, der døde i 2001. Han har en 9 år ældre bror, samt en adopteret søster, Beatrice. Han flyttede hjemmefra, da han var 13 år gammel for at spille for en klub i Padova. Der boede han i en lejlighed med 10 andre drenge. Da han blev 18, skiftede han til Juventus efter tilbud fra både Juventus og AC Milan.
Hans første kamp I Serie A var den 12. september 1993 mod U.S. Foggia. Kampen endte 1 – 1, og i den næste kamp mod A.C. Reggiana 1919 scorede han sit første mål for Juventus og i Serie A. Den sæson var han med til at vinde ungdomsligaen i Italien.
Da han blev 18, kom han 10 måneder i hæren.
Han debuterede på det italienske landshold i 1995 mod Estland. 
November 1998 holdt en knæskade ham ude en hel sæson. Skaden kom to dage før hans 24 års fødselsdag i en kamp i Serie A mod Udinese Calcio. Den skade har plaget ham siden, og han er aldrig blevet så hurtig som før. Det var ellers en af hans store styrker tidligere.
| Sæson   | Hold          | Liga    | Indenlandske kampe | Indenlandske kampe | Internationale kampe | Internationale kampe | Total     | Total |
| ------- | ------------- | ------- | ------------------ | ------------------ | -------------------- | -------------------- | --------- | ----- |
| Sæson   | Hold          | Liga    | Medvirken          | Mål                | Medvirken            | Mål                  | Medvirken | Mål   |
| 1991-92 | Calcio Padova | Serie B | 4                  | 0                  | -                    | -                    | 4         | 0     |
| 1992-93 | Calcio Padova | Serie B | 10                 | 1                  | -                    | -                    | 10        | 1     |
| 1993-94 | Juventus      | Serie A | 11                 | 5                  | 2                    | 0                    | 13        | 5     |
| 1994-95 | Juventus      | Serie A | 29                 | 8                  | 11                   | 1                    | 40        | 9     |
| 1995-96 | Juventus      | Serie A | 29                 | 6                  | 11                   | 6                    | 40        | 12    |
| 1996-97 | Juventus      | Serie A | 22                 | 8                  | 9                    | 7                    | 31        | 15    |
| 1997-98 | Juventus      | Serie A | 32                 | 21                 | 10                   | 10                   | 42        | 31    |
| 1998-99 | Juventus      | Serie A | 8                  | 2                  | 4                    | 0                    | 12        | 2     |
| 1999-00 | Juventus      | Serie A | 34                 | 9                  | 9                    | 2                    | 43        | 11    |
| 2000-01 | Juventus      | Serie A | 25                 | 9                  | 6                    | 0                    | 31        | 9     |
| 2001-02 | Juventus      | Serie A | 34                 | 16                 | 10                   | 4                    | 44        | 20    |
| 2002-03 | Juventus      | Serie A | 24                 | 16                 | 13                   | 5                    | 39        | 21    |
| 2003-04 | Juventus      | Serie A | 23                 | 8                  | 4                    | 3                    | 27        | 11    |
| 2004-05 | Juventus      | Serie A | 31                 | 14                 | 10                   | 3                    | 41        | 17    |
| 2005-06 | Juventus      | Serie A | 33                 | 12                 | 7                    | 3                    | 40        | 15    |
| 2006-07 | Juventus      | Serie B | 35                 | 20                 | -                    | -                    | 35        | 20    |
| Total   | Total         | Total   | 427                | 174                | 106                  | 44                   | 533       | 219   |